# 三角镇 (连平县)
三角镇是中国广东省河源市连平县下辖的一个镇，位于连平县东南部，1995年成立。辖区总面积44.6平方公里，下辖19个村，总人口1.4万人。

## 行政区划
三角镇下辖以下村级行政区划单位
桐岗村、向阳村、新民村、阳光村、石马村、塘背村、白石村、新村和石源村。